# Nora Hildebrandt

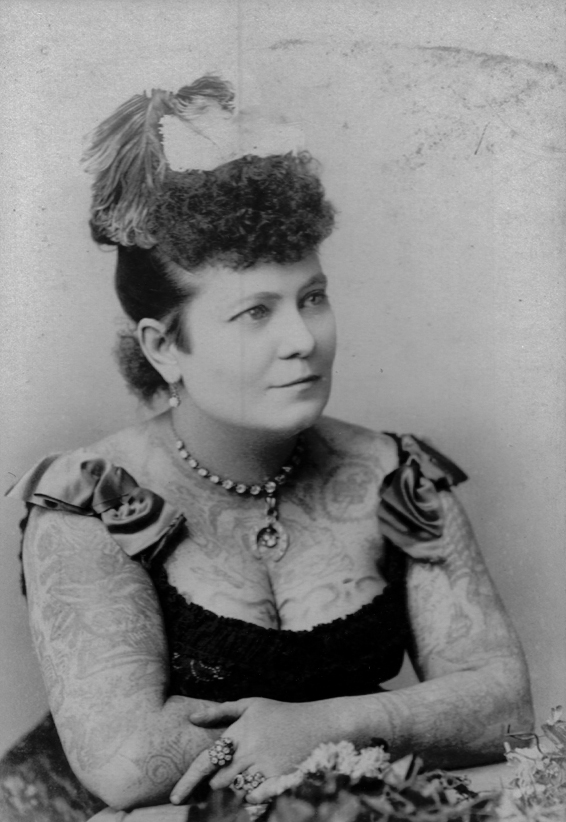
Nora Hildebrandt

Nora Hildebrandt (geborene Nora Keatin; * 1857; † 1899) war eine US-amerikanische Performerin, die als erste tätowierte Dame Amerikas im 19. Jahrhundert international bekannt wurde.

## Leben
Nora Hildebrandt wurde 1857 in London, England als Tochter von Mary Cochran und John Keatin geboren und immigrierte in die USA, um als Hausangestellte zu arbeiten. Dort lernte sie ihren Ehemann Martin Hildebrandt kennen. Martin, deutscher Seemann, welcher später einer der ersten professionellen Tätowierer der USA wurde und den ersten Tattoo-Shop in New York eröffnete, tätowierte die meisten von Nora Hildebrandts Tätowierungen. Die Beziehung zu ihrem Ehemann Martin ging in die Brüche, als sie ihn Mitte 1885 in eine Irrenanstalt einweisen ließ. Am 20. Januar 1889 heiratet sie Jacob Gunther, der ihren Namen annahm und selbst als tätowierte Attraktion mit ihr gemeinsam arbeitete. Da die Ehe von Nora und Martin für inoffiziell erklärt wurde, gilt Jacob Hildebrandt als ihr erster offizieller Ehemann. Das Ehepaar lebte gemeinsam in Brooklyn, bis sie im Alter von 36 Jahren verstarb. Jacob Gunther nahm daraufhin wieder seinen alten Namen an und arbeitete sein restliches Leben als Friseur in Brooklyn. Trotz Nora Hildebrandts frühen Todes und ihrer kurzen Karriere, blieb sie als die Mutter der tätowierten Damen in Erinnerung. Speziell auch aufgrund ihrer Geschichte. Berichten zufolge war Hildebrandt eine tätowierte Dame der ersten Generation, welche vollständig und großflächig tätowiert war. Besonders beliebt war Hildebrandt wegen des Zeigens ihrer Haut, was zu dieser Zeit eine Seltenheit darstellte.

## Hintergrund
Das Tätowieren gewann im 19. Jahrhundert rapide an Popularität und wurde in der nordamerikanischen und europäischen Tradition des 19. Jahrhunderts gleichzeitig als Kunst, Handwerk und Geschäftsmodell betrachtet. Tätowierungen brachten eine berauschende Mythologie und eine lebendige Szene hervor.  Während bei Society-Ladies das Tätowieren immer beliebter wurde, wurde es von der Öffentlichkeit oft mit Wildheit und Kriminalität in Verbindung gebracht. Ein Bild, welches unter anderem durch aufregende Geschichten über Gefangenschaft und erzwungene Tattoos entstand, zudem dadurch aufgeladen, dass das Zeigen von Haut verpönt war. Die vorherrschende viktorianische Tradition und Moral verlangte eine strenge Einhaltung der Kleiderordnung, in welcher es Frauen nicht gestattet war, Beine oder Knöchel zu zeigen. Ein Umstand, der den tätowierten Damen etwas Verbotenes aber auch Faszinierendes verlieh.
Um Vorurteile zu umgehen, war es zu dieser Zeit für tätowierte Damen üblich, gewaltvolle Geschichten zu erzählen, mit denen sie erklärten, wie sie zu Attraktionen wurden. Für das Erzählen dieser Geschichten gab es unterschiedliche Gründe. Zum einen war das Leben von Frauen in den patriarchalischen USA des 19. Jahrhunderts vom Willen des Mannes geprägt, welcher über ihren Körper entschied. Dazu kam, dass Tätowierungen für Frauen als unschicklich galten, sowie als asozial empfunden wurden und sich daher prinzipiell viele Tätowierer weigerten, Frauen zu tätowieren. Das Tätowieren wurde als sehr schmerzhaft und als Instrument der Folter betrachtet. Während ein tätowierter Mann als sehr mutig aufgefasst wurde, galt die tätowierte Frau auf der Bühne als bedauernswert. Zudem war der tätowierte weibliche Körper eine Mahnung gegen Frauen, die für viktorianische Verhältnisse zu viel körperliche Freiheit zeigten und diente als Legitimation der Anfeindung gegenüber Native Americans.
Im Sinne dessen gab es viele Geschichten darüber, wie tätowierte Frauen des 19. Jahrhunderts zu ihrer Tätowierung kamen. Typischerweise waren es Gefangenschaftserzählungen und handelten von Tattoo-Vergewaltigung. In diesen Erzählungen wurden die tätowierten Frauen oftmals von Native Americans entführt und gewaltsam tätowiert. Diese Geschichten waren die neuen Gefangenschaftserzählungen des Amerikas der 1880er Jahre. In den unterschiedlichen Freakshows und Zirkussen änderten sich diese Geschichten der Frauen kaum und so handelte auch Nora Hildebrandts Version von unfreiwilligen Tätowierungen.
In Nora Hildebrandts Geschichte wurden sie und ihr Vater von Sitting Bull, einem Stammeshäuptling und Medizinmann der Sioux entführt, welcher mit seinem Stamm, Martin Hildebrandt dazu zwang, seine Tochter zu tätowieren. Ein Jahr lang, täglich für sechs Stunden, wurde Nora an einen Baum gefesselt, bis sie von Kopf bis Fuß tätowiert war.

## Die Geschichte
Nora Hildebrandt erzählte ihre vermeintliche Lebensgeschichte anhand einer Werbebroschüre mit dem Titel „Miss Nora Hildebrandt: The Tattooed Lady“. Die Broschüre wurde während ihrer zahlreichen Auftritte präsentiert und verkauft. Laut Hildebrandts Schilderung wurde sie im Jahr 1860 in Melbourne, Australien, geboren. Als ihre Mutter starb, segelte Nora im Alter von 5 Jahren nach Amerika, um ihren Vater zu treffen, einen Seemann und Tätowierer, der die Familie schon früh verlassen hatte.
Auf einer Reise wurden demnach Hildebrandt und ihr Vater gefangen genommen. Sie wurden in das Lager von Sitting Bull gebracht, wo der Vater zur Verbrennung auf dem Scheiterhaufen verurteilt wurde und Nora Hildebrandt die weiße Squaw von Sitting Bull werden sollte. Als jedoch die Native Americans den Vater an einen Pfahl banden, um ihn zu verbrennen, bemerkten sie seine zahlreichen Tätowierungen. Daraufhin machte Sitting Bull dem Vater ein Angebot, welches ihre Freiheit sichern würde, wenn er nun im Gegenzug seine Krieger tätowierte. Sittig Bull änderte jedoch schnell seine Meinung, als einer seiner Krieger Hildebrandts Vater beschuldigte, den Versuch unternommen zu haben, die Krieger zu vergiften. Daraufhin versprach Sitting Bull ihnen die Freiheit nur, wenn der Vater seine Tochter Nora von Kopf bis Fuß tätowieren würde. Hildebrandt, die das Leben ihres Vaters retten wollte, überzeugte diesen schließlich, dies zu tun. Sie wurde an einen Baum gebunden und erstmals tätowiert. Ein Jahr lang arbeitete der Vater sechs Stunden am Tag und stach unfreiwillig 365 Entwürfe an seiner Tochter, bevor er schließlich die Tätowiernadel zerbrach und dafür verbrannt wurde. Gerettet wurde Nora anschließend von General George Crook.
Laut ihrer Schilderung hinterließ das tägliche Tätowieren seine Spuren, sie wurde blind vor Schmerz. Während sie deshalb im Krankenhaus in Denver war, stießen der Zirkusbesitzer Adam Forepaugh und der Sideshow-Manager W. K. Leary auf sie und finanzierten ihr eine Rückreise nach New York, wo sie erstaunlicherweise von ihrer Blindheit geheilt wurde und ihre Karriere als tätowierte Frau starten konnte. Sie hatte Auftritte in Europa und Amerika. Hildebrandts Geschichte kam gut beim Publikum an und hat ihr in vielerlei Hinsicht geholfen, ihre Bekanntheit zu steigern.

## Karriere
Während es sich nicht eindeutig feststellen lässt, wer tatsächlich die erste tätowierte Dame war, rangen im März 1882 Nora Hildebrandt und Irene Woodward um den diesen Titel.
Im Jahr 1884 erschien Nora Hildebrandt in einer Anzeige der Zeitung New York Clipper, wo sie als „Mexikos größte Sensation“ promotet wurde. Die Anzeige bewarb ihre Reise nach Mexiko und Kuba und berichtete, dass sie in Mexiko vor dem Präsidenten Manuel González und seiner Familie, sowie dem ehemaligen Präsidenten Porfirio Díaz auftrat. Auf ihren Reisen wurde Hildebrandt mit zahlreichen Geschenken überhäuft. Vom Sohn des Präsidenten erhielt sie wertvolle Ohrringe und einen zahmen Tiger. Dazu bekam sie ein Pony mit dem Zaumzeug und dem Sattel des Präsidenten. Die Anzeige schloss damit ab, dass sich Hildebrandt auf ihren Reisen mit Gelbfieber infizierte, sich aber vollständig davon erholte.
In den 1880er Jahren arbeitete Nora Hildebrandt mit dem Agenten W. K. Leary für Adam Forepaughs Shows, welche sie in ihrer Broschüre, die zwischen 1882 und 1887 publiziert wurde, erwähnte. Später in dieser Dekade arbeitete Hildebrandt in einem Dime-Museum, wo sie ihre gute Garderobe und Diamanten im Wert von 5000 Dollar präsentiere. Im Zuge dessen wurde sie von Seiten der Presse nun nicht mehr als Darstellerin der Arbeiterklasse, sondern als Society-Lady dargestellt.
Im Jahr 1887 lebte Hildebrandt in der Nähe von Greenwich Village und suchte dort eine feste Arbeit. Ende jenes Jahres fand sie schließlich Anstellung in einem anderen Dime-Museum, wo sie mit Irene Woodward zusammenarbeitete. Die New York Times verglich die beiden und kritisierte Hildebrandt harsch aufgrund ihres Aussehens. Denn Noras Gesicht wurde als männlich und hart beschrieben. So hart, dass man sich darüber wundern könne, wie nur eine Nadel durch ihre Haut kommen konnte.
Im Jahr 1891 unterschrieb Nora Hildebrandt zusammen mit ihrem zweiten Ehemann einen Vertrag mit Hagar und Henshaws Sideshow, um mit Barnum & Bailey zu reisen. Das Paar trat in verschiedenen etablierten New Yorker Dime-Museen auf, wie in George Hubers Palace Museum oder Doris’ Harlem Museum. Trotz kurzer Karriere wurde sie sehr bekannt.
Nach den tätowierten Damen der ersten Generation ließen sich immer mehr Frauen großflächig tätowieren, um als tätowierte Artistin aufzutreten, was in den folgenden Jahren ein beliebter Beruf wurde. Im Zuge dessen setzten Nora Hildebrandt und Irene Woodward den Standard für viele weitere tätowierte Darstellerinnen und eröffneten dadurch einzigartige Karriereoptionen für Frauen in der Blütezeit des amerikanischen Zirkuswesens.